# Дискримінація небінарних людей
Дискримінація або упередження щодо небінарних людей, людей, які не називають себе виключно чоловіками чи жінками, може мати місце в соціальному, правовому або медичному контексті. І цисгендери, і бінарні трансгендери (чоловіки та жінки), включаючи представників лесбійок, геїв та бісексуалів, можуть виявляти такі упередження.

## Соціальна дискримінація
З точки зору теорії бінарного гендеризму, гендерну нестабільність можна вважати незрозумілою та неприйнятною.
Соціальна дискримінація в контексті дискримінації небінарних та гендерно невідповідних людей включає насильство, мотивоване ненавистю, і виправдання такого. Згідно з дослідженням журналу «The Journal of Sex Research» 2016 року, однією з найпоширеніших тем дискримінації для небінарних людей є неправильне використання бажаних родових займенників. Дослідження позначило такі дії як «не підтвердження», і це відбувається, коли інші не підтверджують почуття гендерної ідентичності. Учасники цього дослідження також повідомили, що зазнавали гендерної поліції. У статті з книги «Насильство та стать» йдеться про те, що це досвід насильства та дискримінації призводить до високого рівня стресу. У цій статті зазначено, що небінарні рідше стикаються з мовою ворожнечі (24,4 % проти 50 %) у порівнянні з трансчоловіками та настільки ж імовірними (24,4 % проти 24,4 %), як трансжінки, хоча учасники гендерквір/небінарні з трансжінками частіше, ніж трансчоловіки, турбуються про безпеку себе та інших.

## Дискримінація за станом здоров'я

### Сполучені Штати
Опитування, проведене серед сільських ЛГБТ-груп у США, показало, що трансгендери та небінарні пацієнти втричі частіше знаходять медичних працівників, які мають інших ЛГБТ-пацієнтів. Вони також мали втричі більше шансів їхати більше години в дорозі, щоб відвідати свого медичного працівника, "через те, що протягом останнього року кожен десятий відвідував спеціальну ЛГБТ-клініку, яка часто розташована у міській місцевості ". З огляду на це, небінарні особи та члени ЛГБТІК-спільноти дуже обережні, коли діляться своїми гендерними та сексуальними даними з провайдерами медичних послуг, побоюючись отримати неадекватне / несправедливе лікування. 
20,4 % трансгендерних та гендерно невідповідних респондентів повідомили NTDS, що зазнали дискримінації при спробі отримати доступ до лікарів та лікарень, 11,9 % при спробі отримати доступ до травмпунктів та 4,6 % при спробі отримати доступ до послуги швидкої допомоги.

### Велика Британія
У Великій Британії небінарні особи також зазнають дискримінації за станом здоров'я. Опитування 2015 року, проведене Шотландським трансальянсом, вивчало досвід надання медичних послуг серед 224 небінарних осіб, які відвідували клініку гендерної ідентичності (GIC) протягом попередніх двох років. На запитання, чи не стикалися вони з «проблемами отримання необхідної допомоги» через їх небінарну ідентичність, 28 % вибрали «так», 28 % «можливо» та 44 % «ні». Про відмову в лікуванні повідомили 13 респондентів (6 %), про затримку лікування — 12 (5 %), а також про відсутність знань чи розуміння своєї особистості — 10 (5 %). На запитання, чи чинив на них тиск з боку ЦПК, 43 % вибрали «так», 12 % «не впевнені» та 46 % «ні». Респонденти повідомили, що на них чинили тиск, щоб вони були більш двійковими (36 осіб, 17 %), змінити імена (19, 9 %).
Відповідно до законодавства Сполученого Королівства, держава вважає фізичних осіб чоловіками чи жінками, стать, яка вказана у їх свідоцтві про народження. Це означає, що небінарні люди не визнаються у законодавстві Великої Британії.

## Юридична дискримінація
Попри те, що вони мають більше шансів досягти вищого рівня освіти порівняно з широкою громадськістю,:11 90 % небінарних осіб стикаються з дискримінацією, часто у формі переслідування на робочому місці. 19 % відсотків небінарних осіб повідомили про втрату роботи внаслідок своєї особистості. Не існує антидискримінаційних законів, які забороняють дискримінацію спеціально щодо небінарних осіб. Однак Розділ VII і поточна пропонована версія федерального Закону про зайнятість і рівноправність використовують такі терміни, як «гендерна ідентичність» і «гендерне вираження», категорії, при яких небінарні особи програють через те, що їх вираження гендерної ідентичності не можна визначити як чоловічий чи жіночий.

### Об'єднане Королівство
Небінарні люди не є юридично визнаними як гендерна ідентичність у Великій Британії. Закон про визнання статі 2004 року дозволив людям звертатися до Комісії з питань визнання статі щодо зміни статі після того, як вони змінили стать. Однак це дозволило лише законну зміну статі з чоловічої на жіночу або навпаки.

### Канада
У 2002 році Північно-Західні Території першими з провінцій Канади чітко включили гендерну ідентичність як захищену групу від дискримінації згідно із законом, пізніше Манітоба у 2012 році До 2015 року кожна канадська провінція та територія внесли подібні зміни до законів про дискримінацію.
У 2017 році Канада прийняла законопроєкт С-16, який офіційно визнав небінарних людей та надав їм захист згідно із законом щодо дискримінації на підставі «гендерної ідентичності» та «гендерного вираження».
Австралія
У 2014 році австралійський Верховний суд юридично визнав небінарних, такою категорією людей, яких можна ідентифікувати в юридичних документах. Після того, як Норрі Мей-Велбі подала запит на отримання третьої ґендерної ідентичності в юридичних документах і, врешті-решт, їй було відмовлено, Норрі вирішила розглянути це питання в Австралійській комісії з прав людини та апеляційному суді. Після чотирирічної судової битви, що розпочалася в 2010 році, Норрі нарешті виграла справу. Після легалізації справи в Новому Південному Уельсі, територія столиці Австралії, було прийнято рішення прийняти закон, який визнає небінарних людей.